# Třetí krize v Tchajwanské úžině

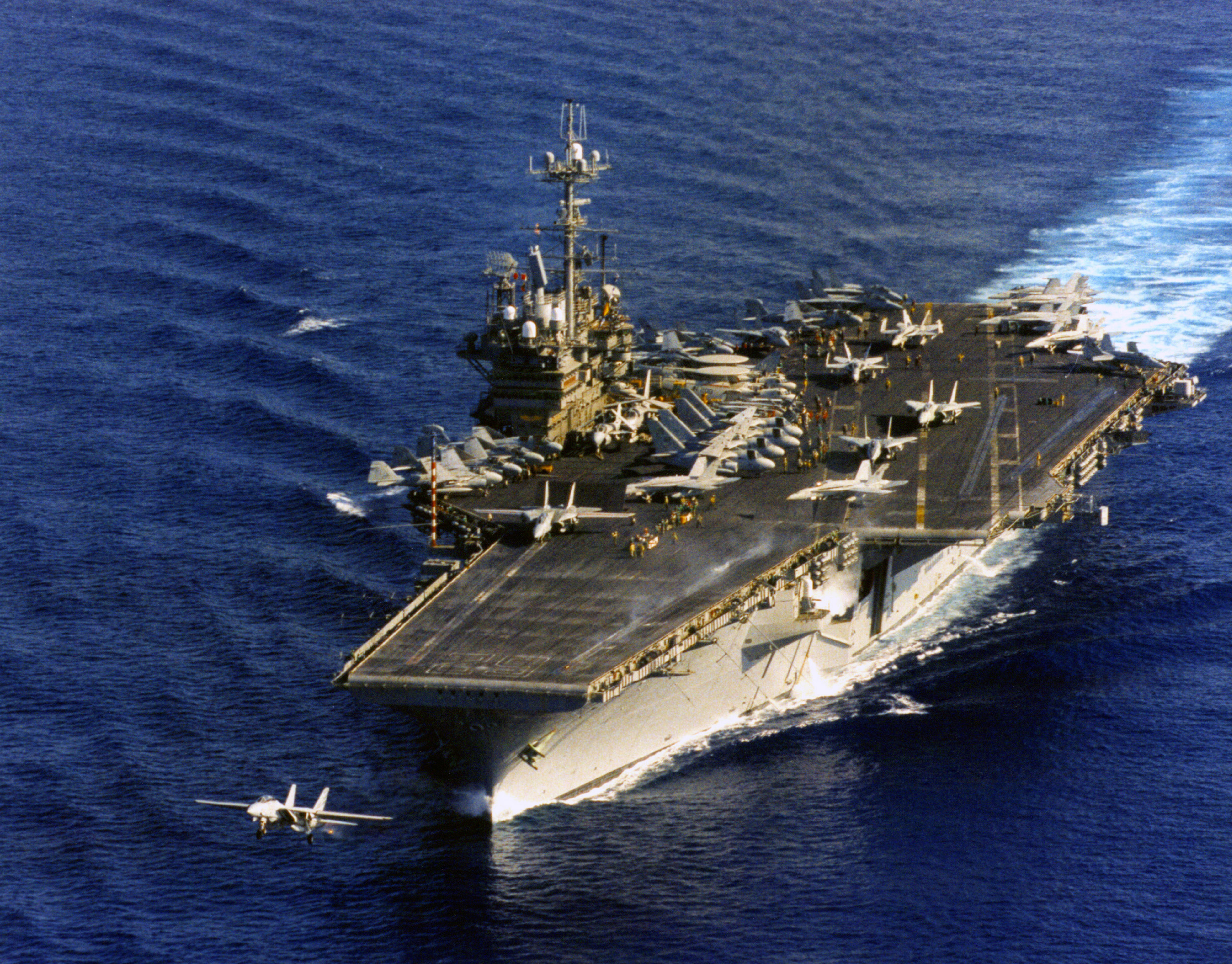
USS Independence na cestě do západního Pacifiku v únoru 1996

Třetí krize v Tchajwanské úžině je období na přelomu let 1995 a 1996, kdy došlo k eskalaci napětí mezi Tchaj-wanem a Čínskou lidovou republikou. Počátkem je cvičení Čínské lidové osvobozenecké armády v červenci 1995 a koncem byla prezidentská volba na Tchaj-wanu v březnu 1996.

## Předcházející události
Již na počátku 80. let přichází Teng Siao-pching s termínem „jedna země, dva systémy“ (一国两制, yiguo liang zhi). Dle této koncepce má být Tchaj-wan, od roku 1949 vnímaný jako vzbouřenecká provincie, začleněn do ČLR s výraznými prvky autonomie. Díky tomuto systému si mají celky spadající pod tento systém (plánovaně Tchaj-wan, Hong Kong a Macao) ponechat svůj charakter a ČLR by byla zodpovědná za mezinárodní vystupování a obranu. Na Tchaj-wanu byl tento koncept, kvůli dlouholeté brutální vládě Kuomintangu pod stanným právem, vnímán jako mezikrok ke definitivnímu právoplatnému návratu k pevninské Číně. Většinová tchajwanská reprezentace v daný moment zastává udržení statu quo. Proto Tchaj-wan odmítá 8 bodový návrh čínského prezidenta Ťiang Ce-mina. 
V roce 1995 proběhla cesta prezidenta Čínské republiky (Tchaj-wanu) po USA. Li Teng-chuej taktéž vystoupil se svým proslovem na půdě Cornell University, čím dělá cestu oficiální. Lien Čan, premiér Čínské republiky, také odcestuje na diplomatickou cestu po Evropě. Toto vystoupení vysokých představitelů Tchaj-wanu může být vnímáno jako politika „jedna Čína, jeden Tchaj-wan“ či „prozatím jedna Čína, jeden Tchaj-wan.“ Tchaj-wan jako rebelující provincie se tím snaží o mezinárodní uznání a místo v OSN. Eskalace nastane právě poté, co je uděleno Limu vízum, navzdory tomu, že prezident USA Bill Clinton slíbil, že uděleno nebude, a přispěly i vzrůstající hlasy separatistů na Tchaj-wanu i americká přítomnost v Tchajwanské úžině a přímé blízkosti čínského pobřeží, čímž dochází k ohrožení ČLR.

## Konflikt
ČLR v reakci na kroky Li Teng-chueje v srpnu 1995 zahajuje vojenské cvičení a testy raket v úžině. ČLR také odvolává amerického velvyslance. V listopadu téhož roku následují i obojživelná cvičení Čínské lidové osvobozenecké armády v provincii Fuťien. V reakci na jednání ČLR demonstrují Spojené státy vojenskou sílu plavbou letadlové lodi Nimitz Tchajwanskou úžinou (oficiálně omylem kvůli nepřízni počasí). Situace vrcholí březnem 1996, kdy probíhaly prezidentské volby. ČLR vystřelila 3 rakety směrem ke břehu Tchaj-wanu a znovu uspořádala vojenská cvičení všech typů svých jednotek. Po opětovném zvolení Li Teng-chueje se stahují jak ČLR, tak USA a obě strany volají po deeskalaci situace. 
Krize sice v daném okamžiku skončila, konflikt však zůstal z podstaty nevyřešen.

## Důsledky
Kvůli riziku balistických raket byla v oblasti Tchajwanské úžiny dočasně omezena námořní i letecká doprava. V červnu 1998 přijímá Bill Clinton stanovisko tzv. tří ne:  
- USA nepodpoří nezávislost Tchaj-wanu,
- neuznávají politiku „jedna Čína, jeden Tchaj-wan“
- nepodpoří navrácení členství v OSN Tchaj-wanu.

Zahraniční politika Tchaj-wanu a snaha prosadit tento koncept se kvůli třetí krizi v Tchajwanské úžině nepodařilo prosadit.
Třetí krize v úžině je vnímána jako vítězství ČLR a diplomatická porážka USA a zejména Tchaj-wanu.